# Distrito de Roghun
Roghun (en tayiko: Ноҳияи Роғун) es un distrito de Tayikistán, en la Región bajo subordinación republicana . 
El centro administrativo es la ciudad de Roghun.

## Demografía
Según estimación 2009 contaba con una población total de 9 110 habitantes.

## Otros datos
El código ISO es TJ.RR.RR, el código postal 737450 y el prefijo telefónico +992 3134.